# Nops variabilis
Nops variabilis är en spindelart som beskrevs av Eugen von Keyserling 1877. Nops variabilis ingår i släktet Nops och familjen Caponiidae. Inga underarter finns listade i Catalogue of Life.